# B.T.
B.T. est un quotidien généraliste du soir danois publié par Berlingske Officin. Fondée en 1916, son édition papier a disparu en janvier 2023,,.

## Histoire et profil

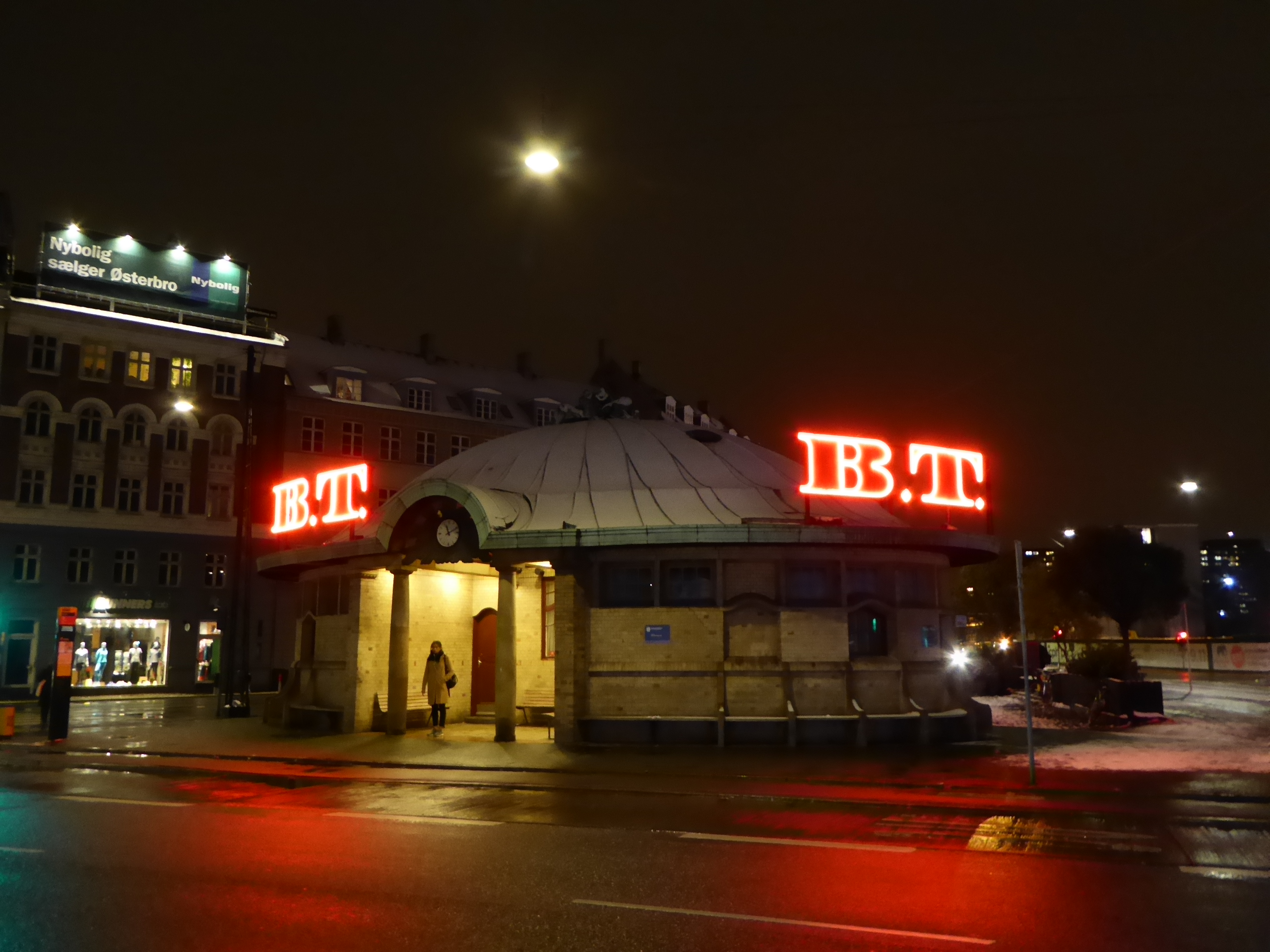
« Le B », place du Triangle.

B.T. a été créé en 1916 en tant que tabloïd dérivé du Berlingske Tidende. Le journal est basé à Copenhague. Un grand néon rouge affiche le logo de l'entreprise sur la place du Triangle (en) dans le quartier d'Østerbro à Copenhague. B.T. fait partie du groupe de presse Berlingske, et avait une position conservatrice dans les années 1960.

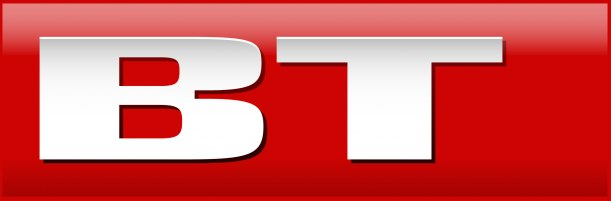
Logo « modernnisé » de B.T. (2012-2018).

Au cours des six derniers mois de 1957, le tirage de B.T. était de 157.932 exemplaires en semaine. Le tirage du journal était de 196.000 exemplaires en 1991 et de 192.000 exemplaires en 1992 ; il est tombé à 181.000 exemplaires en 1993, à 164.000 exemplaires en 1994 et à 155.000 exemplaires en 1995. Le tirage du journal a continué à diminuer pour atteindre 124.000 exemplaires en 1999, 123.000 exemplaires en 2000 et 122.000 exemplaires en 2001.
En 2003, le tirage de B.T. était de 110 000 exemplaires. En 2004, le tirage du journal était de 100.000 exemplaires. En 2007, le tirage du journal était de 87.319 exemplaires. En 2008, le tirage était de 82.024 exemplaires, et de 74.330 exemplaires en 2009. En 2010, le tirage est descendu à 69.839 exemplaires, puis à 67.983 exemplaires en 2011.
Depuis le début la parution de B.T., son principal concurrent a été Ekstra Bladet, pulié par JP/Politikens Hus.

### Depuis 2020

#### La crise du coronavirus et la numérisation qui en a découlé
n 2020, la crise du coronavirus frappe B.T. et a des conséquences pour le journal ; le décision est prise de passer au tout numérique.
Depuis février 2021, l'intelligence artificielle partage du contenu sur les médias sociaux pour le journal.
Le 1er septembre 2021, B.T. ouvre quatre rédactions locales dans les quatre plus grandes villes du Danemark afin d'être plus visible dans les paysages urbains.
En juin 2022, Berlingske Medier décide qu'à partir du 1er janvier 2023, B.T. ne sera plus publié que sous forme numérique. En outre, les rédactions métropolitaines d'Aarhus, d'Odense et d'Aalborg fermeront leurs portes. Le rédacteur en chef du journal depuis 2018, Jonas Kuld Rathje, démissionne de son poste avec effet immédiat le 22 juin 2022. La rédactrice en chef en charge est Pernille Holbøll. Le directeur du journal, Per Kofoed, confirme que B.T. a imprimé son dernier journal, 106 ans après la première impression du journal papier.

#### Consultations en ligne
En septembre 2021, B.T. était le plus grand média numérique du Danemark avec plus de 500 millions de consultations.